# Aach (Hegau)
Aach [aːx] este un oraș din Germania în statul Baden-Württemberg. Este situat în apropierea lacului Konstanz și a graniței cu Elveția, este cunoscut pentru Aachtopf — cel mai mare izvor natural din Germania.

## Istoric
Aach a fost pentru prima dată menționat în anul 1100. În 1150, localitatea era cunoscută în limba latină ca Oppidum Ach in Hegovia. Aach a primit statutul de oraș în 1283 în timpul domniei regelui Rudolf I al Germaniei. În secolele următoare orașul a făcut parte din Austria Anterioară.
În 1499 luptele războiului șvab au fost purtate la intrarea în orașulu Aach. Doar 26 ani mai târziu, în 1525, în timpul războiului țărănesc, Aach a fost ocupat de țăranii răsculați, dar revoltele s-au terminat repede și Aach a fost liber din septembrie 1525.
Pe 25 martie 1799, la Aach a avut loc o luptă între Austria și Franța din cadrul Războaielor napoleoniene. După ce Austria apierdut în A Treia Coaliție în anul 1805, Principatul Baden a primit orașul Aach. Din anul 1871, acest principat a făcut parte din Imperiul German.
Din 1945, Aach face parte din landul Baden-Württemberg din statul Germaniei (de Vest, până în 1990).